# Rudolf von Dresky
Rudolf Balthasar Christoph von Dresky (* 1. Juni 1776 in Glatz; † 18. November 1852 in Breslau) war ein preußischer Generalmajor und 2. Kommandant der Festung Neiße.

## Leben

### Herkunft
Er war der Sohn von Rudolf Ferdinand August von Dresky (* 17. März 1740; † 26. Februar 1810) und dessen Ehefrau Charlotte Albertine, geborene Bock (* 1755). Sein Vater war Rittmeister a. D., zuletzt im Kürassierregiment „von Seydlitz“ sowie preußischer Salzfaktor und Postmeister in Glatz. Die Schwester des Generalmajors, Sophie Josepha (1779–1845), war mit dem Generalmajor Friedrich Wilhelm von Funck verheiratet.

### Militärkarriere
Dresky trat am 28. Juli 1790 als Gefreitenkorporal in das Infanterieregiment „von Goetzen“ der Preußischen Armee und wurde am 7. März 1793 zum Fähnrich ernannt. Als solcher nahm er 1794/95 am Feldzug in Polen teil. Bis Ende Februar 1804 avancierte Dresky zum Premierleutnant, kämpfte während des Vierten Koalitionskrieges in der Schlacht bei Auerstedt und wurde nach der Kapitulation der Festung Magdeburg inaktiv gestellt.
Nach dem Frieden von Tilsit wurde er am 17. Februar 1809 in das 2. Schlesische Infanterie-Regiment versetzt und stieg am 22. Juni 1810 zum Stabskapitän auf. Im Russlandfeldzug nahm Dresky 1812 an der Belagerung von Riga teil. Am 27. April 1813 wurde er Kapitän und Kompaniechef. Während der Befreiungskriege wurde Dresky in der Schlacht bei Großgörschen verwundet, kämpfte in den Gefechten bei Danigkow, Alsleben, Wettin und der Belagerung von Erfurt. Im Gefecht bei Jeanvillers wurde er verwundet und erwarb sich das Eiserne Kreuz II. Klasse. Später war er bei Aubervillers und für die Schlacht bei Belle Alliance wurde Dresky mit dem Eisernen Kreuz I. Klasse ausgezeichnet.
Nach dem Krieg avancierte er am 6. April 1816 zum Major, erhielt 1825 das Dienstkreuz und wurde am 30. März 1832 zum Oberstleutnant befördert. Am 30. März 1834 ernannte man Dresky zum 2. Kommandanten der Festung Neiße. In dieser Stellung wurde er am 30. März 1835 zum Oberst befördert, bevor er am 4. März 1837 seinen Abschied mit der gesetzlichen Pension unter Verleihung des Charakters als Generalmajor erhielt. Er starb am 18. November 1852 in Breslau.
Sein Regimentskommandeur schrieb 1830 in der Beurteilung: „Praktische Dienst- und wissenschaftlich-militärische Kenntnisse verbunden mit würdevollen Betragen und rühmlicher Auszeichnung vor dem Feinde sichern ihm die Achtung seiner Vorgesetzten wie die Anhänglichkeit seiner Untergebenen. Seine große Zuverlässigkeit und sein unermüdlicher Eifer im Dienst verdienen um so mehr Anerkennung, als er hierbei zuweilen mit empfindlichen Beschwerden, den Folgen einer im Kriege erhaltenen Verwundung, zu kämpfen hat. Er hält sein Bataillon in vortrefflicher Ordnung und würde mit gleicher Auszeichnung der Führung eines Regiments vorstehen.“

### Familie
Dresky heiratete am 1. Februar 1816 in Düsseldorf Pauline Fagalde (* 21. April 1800; † 23. August 1845). Das Paar hatte mehrere Kinder:
- Friederike Sidonie Rudolfine Karoline (* 31. Januar 1817; † 4. März 1818)
- Rudolf Paul Ludwig Alexander (* 1. Februar 1818; † 22. September 1845), Oberlandesgerichts-Referendar
- Eduard Leopold Karl Heinrich (* 12. Juni 1819; † 8. Juli 1819)
- Pauline Friedrike Emma (* 4. Juli 1820)